# Fardagafoss
Der Fardagafoss ist ein Wasserfall im Osten von Island in der Gemeinde Múlaþing.
Der Bach Miðhúsaá entspringt auf der Fjarðarheiði und stürzt hier um 28 m in die Tiefe. Oberhalb liegt noch der Gufufoss, der einen Namensvetter in Seyðisfjörður hat. Der Bach ist ein rechter Nebenfluss der Eyvindará, die nördlich des Flughafens in das Lagarfljót fließt.
Hinter dem Wasserfall gab es eine Höhle. Eine Sage erzählt, dass sich dem, der sie erreicht, ein Wunsch erfüllt. Inzwischen ist die Höhle eingestürzt. Das isländische Wort fardagar / Reisetage bezeichnete die Tage in der siebten Sommerwoche, an denen die Arbeit gewechselt wurde. Zu dieser Zeit hat der Wasserfall wegen der Schneeschmelze auf der Fjarðarheiði das meiste Wasser. Das Wort fardagar kommt auch im Fardagagras oder Fardagakál vor, das sind isländisch Bezeichnungen für den Gemüse-Ampfer (Rumex longifolius DC.).